# Bờ biển kỷ Jura
Bờ biển kỷ Jura là một Di sản thế giới nằm bên bờ Eo biển Manche thuộc miền nam vương quốc Anh. Nó trải dài từ Exmouth ở Đông Devon tới vịnh Studland của Dorset với tổng chiều dài 96 dặm (154 km).
Khu vực này trải qua 185 triệu năm lịch sử địa chất, xói mòn bờ biển đã tạo ra một chuỗi hình thành đá gần như liên tục từ kỷ Trias, Jura và Creta. Vào những thời điểm khác nhau của lịch sử, khu vực này từng là sa mạc, biển nhiệt đới nông, đầm lầy, và tàn tích hóa thạch của nhiều sinh vật sống khác nhau ở đây đã được bảo tồn nguyên vẹn trong các phiến đá.
Các đặc điểm tự nhiên nhìn thấy trên bờ biển này bao gồm vòm tự nhiên, vát đá nhọn và đá xếp chồng lên nhau. Ở một số nơi, biển đã phá vỡ các bờ đá để tạo ra các vịnh nhỏ với các lối dẫn vào nhỏ hẹp, tại một nơi được gọi là đảo của Portland dẫn lên đất liền bằng một mũi đất hẹp. Ở một số nơi trên bờ biển, sạt lở đất khá phổ biến. Chúng đã phơi bày một loạt các hóa thạch, các loại đá khác nhau, mỗi loại có hệ động thực vật điển hình riêng, do đó cung cấp bằng chứng về cách thức động thực vật phát triển trong khu vực này.
Xung quanh vịnh Lulworth có một khu rừng hóa thạch và 71 tầng đá khác nhau đã được xác định tại thị trấn Lyme Regis, mỗi khu vực có một Phân lớp Cúc đá riêng. Nhà sưu tập hóa thạch Mary Anning sống ở đây và những khám phá lớn của bà về các loài bò sát biển và các hóa thạch khác được thực hiện vào thời điểm mà nghiên cứu về cổ sinh vật học mới bắt đầu phát triển. Trung tâm Bờ biển Di sản Charmouth là nơi cung cấp thông tin về bờ biển di sản, và toàn bộ chiều dài của nó có thể được khám phá thông qua đường Bờ biển Tây Nam.